# Tao-kuang
Tao-kuang (mandžusky ᡩᠣᡵᠣ ᡝᠯᡩᡝᠩᡤᡝ) (16. září 1782 Zakázané město, Čína – 25. února 1850, Starý letní palác, Peking, Čína) byl šestým císařem dynastie Čching, který vládl v Číně v letech 1820–1850.